# Мотти (слонёнок)
Мотти (англ. Motty; 11 июля — 21 июля 1978) — единственный достоверный гибрид между азиатским и африканским слонами.
Детёныш-самец родился в 09:20 11 июля 1978 года в Честерском зоопарке от азиатской матери Шебы и африканского отца Джамболино. Он был назван в честь Джорджа Моттершида, основавшего этот зоопарк в 1931 году.
Морфологически Мотти был похож на Loxodonta (африканский слон) и Elephas (азиатский слон): его позвоночник показал профиль Loxodonta выше плеч, переходящий в профиль выпуклого горба Elephas ниже плеч.
Из-за того что Мотти родился на 6 недель раньше срока, его вес считался недостаточным на 27 килограммов. Несмотря на интенсивную помощь ветеринаров, он умер от пупочной инфекции через 10 дней после своего рождения — 21 июля. Вскрытие показало, что смерть наступила в результате некротического энтероколита и сепсиса, вызванного кишечной палочкой, присутствующей как в толстой кишке, так и в пуповине.
Тело гибридного слонёнка было сохранено частной компанией и является экспонатом Музея естествознания в Лондоне.